# Duke Nukem (serie)
 Duke Nukem es una serie de videojuegos llamada así por su protagonista, Duke Nukem. Creada por la empresa Apogee Software Ltd. (ahora 3D Realms) como una serie de videojuegos para computadoras personales compatibles con IBM, la serie se expandió a juegos lanzados para varias consolas por desarrolladores externos. Los dos primeros juegos de la serie principal fueron juegos de plataformas en 2D, mientras que los juegos posteriores han sido una mezcla de juegos de disparos en primera y tercera persona.
Durante 2010 los derechos de la serie fueron adquiridos por Gearbox Software, quien completó el desarrollo de Duke Nukem Forever y lo lanzó el 10 de junio de 2011 en Europa y Australia y el 14 de junio de 2011 en Norteamérica. La franquicia generó más de mil millones de dólares en ingresos en 2001.

## Juegos

### Serie principal
| Título             | Año de lanzamiento | Plataformas |
| ------------------ | ------------------ | --- |
| Duke Nukem         | 1991               | MS-DOS, Windows (2012), OS X (2013) |
| Duke Nukem II      | 1993               | MS-DOS, Windows (2012), OS X (2013), iOS (2013) |
| Duke Nukem 3D      | 1996               | MS-DOS, Game.com (1997), Mac OS (1997), Sega Saturn (1997), PlayStation (1997) portado como Duke Nukem: Total Meltdown, Nintendo 64 (1997), Sega Mega Drive (solo Brasil) (1998 ), Xbox Live Arcade (2008), iOS (2009), Android (2011), Steam (Windows, Mac OS X y Linux ) (2013), PlayStation 3, PlayStation Vita (2015), Xbox One, PlayStation 4 (2016), Nintendo Switch (2020) portado como Duke Nukem 3D: 20th Anniversary World Tour |
| Duke Nukem Forever | 2011               | Microsoft Windows, OS X, PlayStation 3, Xbox 360 |

Los primeros tres juegos de la serie fueron desarrollados por Apogee Software, que en 1996 se renombró como 3D Realms. El juego original, Duke Nukem, fue lanzado en 1991. Es un juego de plataformas bidimensional para IBM PC y cuenta con gráficos EGA de 320 × 200 y 16 colores con desplazamiento vertical y horizontal. El juego original consta de tres episodios, el primero distribuido como shareware. Cuando Apogee se enteró de que el nombre "Duke Nukem" podría haber sido una marca registrada para el personaje de Duke Nukem de la serie de televisión Captain Planet and the Planeteers, lo cambiaron a Duke Nukum.para la revisión 2.0. Más tarde se determinó que el nombre no era una marca registrada, por lo que se restauró la ortografía Duke Nukem para Duke Nukem II y todos los juegos sucesivos de Duke.
La secuela, Duke Nukem II, es más de cuatro veces más grande y aprovechó los gráficos Video Graphics Array (VGA) de 256 colores, la Musical Instrument Digital Interface (MIDI) y el sonido digitalizado. Si bien el juego utiliza tres paletas de 16 colores diferentes, solo se usan 16 colores en la pantalla a la vez.
El tercer juego de la serie es el juego de disparos en primera persona (FPS) Duke Nukem 3D, lanzado en 1996. Como la mayoría de los juegos FPS del momento, Duke Nukem 3D presenta entornos tridimensionales con sprites bidimensionales que representan armas, enemigos y objetos de fondo que se pueden romper. Duke Nukem 3D fue lanzado para MS-DOS, Mac OS, PlayStation, Sega Saturn, game.com, Sega Genesis/Mega Drive, Nintendo 64, y luego relanzado durante 2008 para Xbox Live Arcade, y para iOS y Nokia N900 durante 2009. Duke Nukem 3D cuenta con más de una decena de packs de expansión.
La entrega más reciente de la serie principal de videojuegos, Duke Nukem Forever , se retrasó durante más de una década después del anuncio inicial en abril de 1997, lo que llevó a que fuera nombrada como una pieza de vaporware. El desarrollo inicial había comenzado en 3D Realms, pero en 2009, 3D Realms se vio obligado a despedir a muchos de sus empleados y el desarrollo de Duke Nukem Forever se estancó. Take-Two Interactive, que iba a publicar el juego, demandó a 3D Realms por no cumplir con la entrega, lo que se resolvió en 2010. Gearbox Software tuvo contacto cercano con muchos de los empleados despedidos de 3D Realms y los contrató discretamente. para continuar su desarrollo como Triptych Games. 3D Realms vendió los derechos deDuke Nukem a Gearbox en 2010. El juego se lanzó oficialmente el 10 de junio de 2011.

### Spin-offs
| Título                         | Año de lanzamiento | Plataformas                                                                           |
| ------------------------------ | ------------------ | ------------------------------------------------------------------------------------- |
| Duke Nukem: Time to Kill       | 1998               | PlayStation                                                                           |
| Duke Nukem: Zero Hour          | 1999               | Nintendo 64                                                                           |
| Duke Nukem: Land of the Babes  | 2000               | PlayStation                                                                           |
| Duke Nukem: Proyecto Manhattan | 2002               | Microsoft Windows, Xbox Live Arcade (2010), Steam (Windows y OS X) (2013), iOS (2014) |

### Juegos portátiles
| Título                               | Año de lanzamiento | Plataformas      |
| ------------------------------------ | ------------------ | ---------------- |
| Duke Nukem                           | 1999               | Game Boy Color   |
| Duke Nukem Advance                   | 2002               | Game Boy Advance |
| Duke Nukem Mobile                    | 2004               | Tapwave Zodíaco  |
| Duke Nukem Mobile                    | 2004               | Teléfono móvil   |
| Duke Nukem Mobile II: Bikini Project | 2005               | Teléfono móvil   |
| Arena Duke Nukem                     | 2007               | Teléfono móvil   |
| Duke Nukem: Critical Mass            | 2011               | Nintendo DS      |

### Juegos cancelados
Uno de los primeros proyectos que se anunció después del éxito de Duke Nukem 3D fue el regreso al formato de plataformas de desplazamiento lateral en 2D de Duke Nukem para un juego llamado Duke Nukem 4Ever . El proyecto fue dirigido por Keith Schuler, diseñador principal y programador de los juegos Paganitzu y Realms of Chaos, y diseñador de niveles de Plutonium PAK.
El 2D 4Ever se planeó para combinar muchos de los nuevos conceptos de Duke Nukem 3D con el estilo antiguo de juego de los dos primeros juegos de la serie. El aspecto, la personalidad y la armería de Duke del tirador reciente se combinarían con las plataformas de correr y disparar, con algunos objetos nuevos, incluido un dispositivo de camuflaje y un arma de cinco piezas llamada "barril pesado", agregados. Los jugadores se enfrentarían al Dr. Los secuaces de Proton, los cyborgs Protonite, junto con otros enemigos gruñidos de nivel específico. Cada episodio terminaría con una pelea de jefes , y el último pelearía contra el mismo Proton. Desarrollo en Duke Nukem 4Everse estancó a mediados de 1996 cuando Keith Schuler fue reasignado para trabajar en mapas para el paquete de expansión 3D de Duke Nukem . La cancelación del juego no se anunció públicamente hasta 1997, en un momento en que 3D Realms había decidido reutilizar el nombre para su secuela de Duke Nukem 3D . Después de la cancelación, el juego se convirtió en un nuevo juego llamado Ravager , y ese proyecto luego se vendió al desarrollador llamado Inner Circle Creations, que lo renombró y lanzó el título como Alien Rampage durante 1996.
Duke Nukem: Endangered Species se anunció en enero de 2001. Fue diseñado para ser un juego de caza en el que el jugador podía cazar de todo, desde dinosaurios hasta serpientes, utilizando una versión mejorada del motor utilizado en la serie Carnivores. El juego fue cancelado durante diciembre de ese año. La compañía que había estado desarrollando el juego, el desarrollador ucraniano Action Forms, más tarde desarrolló su propio juego, Vivisector: Beast Within (originalmente titulado Vivisector: Creatures of Doctor Moreau).
En 1999 se anunció un juego de PlayStation 2 llamado Duke Nukem D-Day (también conocido como Duke Nukem: Man of Valor). Fue conocido por haber tenido uno de los ciclos de desarrollo más largos de cualquier título en la considerable historia de PlayStation 2. Se rumorea desde hace mucho tiempo que implementará la misma tecnología que impulsó la versión para PC de Unreal, el juego a veces se denomina erróneamente Duke Nukem Forever PS2 (este título de consola no iba a ser parte del juego para PC y, en cambio, era una nueva creación de desarrollador n-Space), luchó constantemente con retrasos, a menudo poniendo en duda su estado como un juego activo o cancelado. El proyecto fue finalmente abandonado durante 2003.
La disputa legal entre el desarrollador 3D Realms y el editor Take-Two Interactive por la falta de entrega de Duke Nukem Forever después de que 3D Realms despidiera a todo el personal de desarrollo durante 2009, reveló que las dos compañías habían acordado la producción de un juego de Duke para consola durante octubre. 2007. 3D Realms aceptó el trato a cambio de un adelanto de 2,5 millones de dólares en regalías para continuar financiando el desarrollo de Duke Nukem Forever Más tarde se reveló que Gearbox Software era el desarrollador del juego.
Duke Nukem Begins fue un juego cancelado en desarrollo en Gearbox de 2007 a 2009. La existencia del juego se reveló durante los juicios entre 3D Realms y Take-Two Interactive, el título pretendía ser una historia de origen , ilustrando cómo Duke se convirtió en la persona que es en juegos cronológicamente posteriores. El desarrollo del título comenzó dos meses después del acuerdo de octubre de 2007, con la intención de un lanzamiento a mediados de 2010. Sin embargo, el desarrollo se canceló en 2009, casi al mismo tiempo que 3D Realms había afirmado la propiedad intelectual de Duke Nukem sobre Gearbox. Imágenes previas al lanzamiento del juego fueron reveladas en 2021 por uno de los animadores del proyecto.
Cuando se anunció Duke Nukem Trilogy en 2008, estaba previsto que se lanzara en Nintendo DS y PlayStation Portable (PSP). Cada juego de la serie iba a tener dos versiones que compartían la misma historia: el juego de Nintendo DS era un juego de desplazamiento lateral, mientras que la versión de PSP iba a ser un juego de disparos en tercera persona no muy diferente a Duke Nukem: Time to Kill. Se dijo que la versión de PSP era la más orientada a adultos de los dos juegos. Se desconoce con precisión cuándo se cancelaron las versiones de PSP de los juegos Duke Nukem Trilogy , sin embargo, el desarrollo prolongado del título, la baja calidad del juego y las bajas ventas del software de PSP desde 2008 fueron factores probables. Solo la versión DS del primer juego Critical Massfue lanzado.
Una nueva versión HD de Duke Nukem II estuvo en las etapas de planificación en un momento.
Interceptor Entertainment estaba desarrollando una nueva versión de Duke Nukem 3D llamada Duke Nukem 3D: Reloaded, sin embargo, Gearbox Software solo otorgaría a Interceptor una licencia privada; al no poder obtener una licencia comercial, Interceptor abandonó el proyecto.
Interceptor estaba trabajando en un juego de rol de acción de arriba hacia abajo llamado Duke Nukem: Mass Destruction para PlayStation 4 y PC; sin embargo, debido a una demanda de Gearbox, se cambió el personaje principal y el juego pasó a llamarse Bombshell.
A fines de 2011, se informó que Gearbox Software planeaba reiniciar la franquicia Duke Nukem una vez que Aliens: Colonial Marines estuviera completo y fuera de la puerta. Sin embargo, no surgieron más detalles y el juego fue cancelado silenciosamente. El 9 de agosto de 2021, su director lanzó una cinemática para el juego Gearbox inédito, revelando que el título planeado para el juego sería Duke Nukem Begins.

### Futuro de la serie
En 2015, el CEO de Gearbox, Randy Pitchford, declaró que la compañía había realizado un trabajo conceptual inicial en un nuevo juego de Duke Nukem. Sin embargo, en 2017, un empleado de Gearbox declaró que la empresa no tenía interés en volver a la franquicia.

## Otros medios

### Banda sonora
Varios juegos de Duke Nukem contenían pistas populares de bandas conocidas, y en 1999 se lanzó un álbum de grandes éxitos titulado Duke Nukem: Music to Score By.

### Largometraje propuesto
A fines de la década de 1990, se anunció que el productor de cine Lawrence Kasanoff estaba trabajando en una película de Duke Nukem. La trama consistía en presentar extraterrestres invadiendo el club de estriptis favorito de Duke. La película Duke Nukem de Kasanoff no pasó de la fase de preproducción por numerosas razones, principalmente problemas de financiación.
Se anunciaron planes durante 2001 para que la compañía de Kasanoff, Threshold Entertainment, produjera una película de Duke Nukem con actores reales, sin embargo, la película nunca se produjo.
Durante 2008, el productor de Max Payne, Scott Faye, reveló a IGN.com que planeaba producir Duke Nukem como una película. Faye, que dirige la productora Depth Entertainment, dijo que esperaba complementarlos con "un escenario de película de Duke que obligue a un estudio a financiar una versión cinematográfica... Sin duda, hay una gran audiencia que conoce y ama a este personaje". expandiendo el 'verso de la historia' de Duke de una manera muy importante sin abandonar o negar ningún elemento que se esté utilizando para presentar a Duke en las plataformas de próxima generación".
Durante una entrevista con Game Slice en 2017, el CEO de Gearbox Software, Randy Pitchford, insinuó que se está trabajando en una película de Duke Nukem.
En marzo de 2018, se anunció que John Cena protagonizará una película de Duke Nukem para Paramount Pictures y Platinum Dunes. Sin embargo, en enero de 2019, el actor de voz de Duke Nukem, Jon St. John, declaró que no se estaba desarrollando ninguna película. Sin embargo, en un comunicado de prensa que anunciaba la adquisición de Gearbox Software por parte de Embracer Group, se volvió a confirmar la producción de la película.

### Serie de cómics
Una miniserie de cuatro números titulada Duke Nukem: Glorious Bastard fue lanzada en julio de 2011 por IDW. La historia presenta a Duke Nukem viajando en el tiempo a la Segunda Guerra Mundial, para ayudar a los aliados a derrotar a los nazis y los extraterrestres. También se creó un cómic especial para la edición Balls of Steel de Duke Nukem Forever. La serie Glorious Bastard y el cómic incluido finalmente se reimprimieron juntos en formato de bolsillo comercial.

### Mercadotecnia
Duke Nukem fue un juego de juguetes de corta duración de la desaparecida empresa de juguetes ReSaurus. Enfatizando principalmente a Duke Nukem 3D , el conjunto presentaba tres versiones de Duke (con un cuarto Duke "solo para Internet" que venía con un CD-ROM y un accesorio lanzacongelador), Pigcop, Octabrain y Battlelord. Los juguetes eran propensos a romperse (las piernas de Duke estaban sujetas por una varilla de plástico delgada que era fácil de romper y el Octabrain tenía numerosos puntos frágiles). Se planearon más juguetes para coincidir con el lanzamiento de Duke Nukem Forever, sin embargo, el retraso del juego detuvo la producción de los juguetes y ReSaurus finalmente cerró. En Toyfair 2011, NECA reveló una nueva serie de Duke Nukem Foreverfiguras de acción con más detalles y articulación que la serie anterior de 1997.
Durante 2012, Sideshow Collectibles anunció una nueva estatua coleccionable basada en Duke Nukem tal como apareció en Duke Nukem Forever. La estatua fue lanzada durante abril de 2013.

## Recepción
| Videojuego                     | GameRankings                  | Metacritic                                                                                   |
| ------------------------------ | ----------------------------- | -------------------------------------------------------------------------------------------- |
| Duke Nukem II                  | (GBC) 73%                     | (iOS) 50/100                                                                                 |
| Duke Nukem 3D                  | (SAT) 82% (iOS) 63% (PS1) 59% | (PC) 89/100 (X360) 80/100 (PS4) 77/100 (N64) 73/100 (XONE) 70/100 (PS3) 70/100 (Vita) 69/100 |
| Duke Nukem: Time to Kill       | (PS1) 75%                     | ―                                                                                            |
| Duke Nukem: Zero Hour          | (N64) 67%                     | ―                                                                                            |
| Duke Nukem: Land of the Babes  | ―                             | (PS1) 37/100                                                                                 |
| Duke Nukem: Proyecto Manhattan | ―                             | (PC) 78/100 (iOS) 55/100 (X360) 41/100                                                       |
| Duke Nukem Advance             | ―                             | (GBA) 81/100                                                                                 |
| Duke Nukem: Critical Mass      | ―                             | (NDS) 29/100                                                                                 |
| Duke Nukem Forever             | ―                             | (PC) 54/100 (PS3) 51/100 (X360) 49/100                                                       |

La serie ha sido generalmente popular desde sus inicios. Duke Nukem y Duke Nukem II , junto con Commander Keen, ayudaron a popularizar el género de plataformas de desplazamiento lateral en la computadora personal, como lo habían hecho juegos como Super Mario Bros. para las consolas de videojuegos.
Los juegos progresaron desde el nicho del shareware hasta la audiencia general de jugadores con Duke Nukem 3D, que también fue parte de la controversia de los videojuegos. El juego, al igual que otros como Star Wars: Dark Forces, fue uno de los primeros títulos considerados comparables a Doom. El programa Build utilizado para Duke Nukem 3D también se ha convertido en uno de los programas más populares utilizados por los desarrolladores. Duke Nukem 3D fue controvertido debido a sus representaciones de la sexualidad humana, la pornografía, las obscenidades, la violencia gráfica y el uso recreativo de drogas, y otros temas subidos de tono. Esto provocó que el juego fuera prohibido en Brasil y, en otros países, la venta del juego estaba estrictamente regulada contra la compra por parte de menores. A pesar de esto, Duke Nukem 3D fue un éxito comercial y crítico para 3D Realms.
El desarrollo de Duke Nukem Forever se retrasó desde 1997 hasta que finalmente se lanzó el 10 de junio de 2011. La espera extremadamente larga provocó una serie de bromas relacionadas con su línea de tiempo de desarrollo. Los medios de videojuegos y el público en general han sugerido rutinariamente varios nombres en lugar de Forever , llamándolo: "Never", "(Taking) Forever", "Whenever", "ForNever", "Neverever" y "If Ever". Los aficionados especularon que las iniciales del juego, "DNF", también representan Did Not Finish, un término deportivo común. Debido a que los juegos de Duke Nukem presentan muchas referencias a la cultura popular, se incluyó una broma sobre el "infierno de desarrollo" de la producción de Duke Nukem Forever en el título mismo, donde Duke lo juega él mismo dentro del juego, y cuando se le preguntó si era bueno, comenta: "¡Después de 12 jodidos años, debería serlo!" El juego también ha ganado una amplia variedad de "premios vaporware".
Aunque la anticipación fue grande, Duke Nukem Forever recibió críticas negativas tras su lanzamiento por parte de los críticos, y la mayoría de las críticas se dirigieron a los controles torpes del juego en las consolas, la mecánica de disparo y el diseño envejecido y anticuado en general. La empresa de relaciones públicas responsable de la publicidad del juego, The Redner Group, reaccionó a estas reseñas en un comunicado en la cuenta de Twitter de la corporación. Este comentario parecía amenazar con retirar el acceso a las copias de revisión de títulos futuros para los revisores que habían sido muy críticos con el juego. El gerente de la empresa de relaciones públicas, Jim Redner, luego se disculpó y se retractó de este comentario, y la publicación original de Twitter se eliminó. A pesar de las disculpas, Publisher 2K Games ha dejado oficialmente The Redner Group de representar sus productos.
Duke Nukem: Manhattan Project, un spin-off de la franquicia principal lanzada durante 2002, recibió críticas generalmente positivas en la prensa de videojuegos, con clasificaciones de alrededor de 7/10 y 80 sobre 100. Sin embargo, el juego no se vendió tan bien. como se esperaba, y su desarrollador Sunstorm Interactive ya no existe. Duke Nukem Advance, que también fue lanzado durante 2002 para Game Boy Advance, recibió críticas favorables. Duke Nukem: Critical Mass, que fue lanzado el mismo año que Duke Nukem Forever y fue desarrollado para Nintendo DS, recibió una recepción negativa.